# Sjepenoepet II
Sjepenoepet II (troonnaam: Henoet-neferoemoet-irjetre) was een Godsvrouw van Amon tijdens de 25e dynastie van het oude Egypte. 

## Biografie
Sjepenoepet was de dochter van de Koesjitische farao Piye en de zus van Piye's opvolgers Sjabaka en Taharqa. 

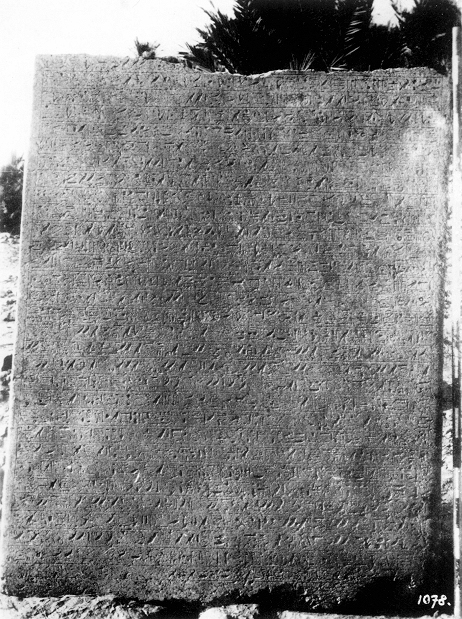
Adoptie-stele van Nitokris
Ontdekt in 1897, Georges Legrain

Sjepenoepet II werd geadopteerd door haar ambtsvoorganger Amenirdis I, een zus van Piye. Shepenoepet was Godsvrouw van Amon vanaf het begin van Taharqa's regering tot het negende regeringsjaar van farao Psammetichus I. Tijdens haar ambtsperiode moest ze een regeling treffen voor het delen van de macht met de burgemeester van Thebe, Mentoe-emhat.
Haar nicht Amenirdis, de dochter van Taharqa, werd aangesteld als haar erfgename. Sjepenoepet werd gedwongen Nitokris te adopteren, de dochter van farao Psamtik I, die Egypte herenigde na de Assyrische verovering. Dit blijkt uit de zogenaamde adoptie-stele van Nitokris. In 656 voor Christus, in het negende jaar van het bewind van Psamtik I, ontving ze Nitokris in Thebe.
Haar graf bevindt zich op het terrein van Medinet Haboe. Ze werd opgevolgd als Goddelijk aanbidster van Amon door Amenirdis II, die later werd opgevolgd door Nitokris.